# Rybník (Banská Bystrica)
|  | No s'ha de confondre amb Rybník (Nitra). |

Rybník és un poble i municipi d'Eslovàquia que es troba a la regió de Banská Bystrica.

## Història
La primera menció escrita de la vila es remunta al 1266.

## Demografia
| Godina             | 1994 | 2004    | 2014   | 2024   |
| ------------------ | ---- | ------- | ------ | ------ |
| Nombre de persones | 131  | 161     | 154    | 146    |
| Diferència         |      | +22,90% | −4,34% | −5,19% |

| Godina             | 2023 | 2024   |
| ------------------ | ---- | ------ |
| Nombre de persones | 151  | 146    |
| Diferència         |      | −3,31% |